# سفر غیرممکن (فیلم ۱۹۰۴)
سفر غیرممکن (به انگلیسی: The Voyage Across the Impossible) فیلمی‌ست فرانسوی در ژانر علمی، تخیلی، فانتزی و ماجراجویی به کارگردانی ژرژ ملی‌یس که در سال ۱۹۰۴ منتشر شد.
این فیلم با الهام از نمایشنامه ژول ورن و آدولف دانری به نام سفر از مسیر غیرممکن، و الگوبرداری از سبک و فرمت فیلم قبلی و بسیار موفق ملی‌یس «سفر به ماه» است. این فیلم دربارهٔ یک سفر ماجراجویانه است که در آن گروهی از گردشگران دارای تفکر جغرافیایی سعی در سفر به خورشید دارند. استفاده از روش‌های مختلف حمل و نقل این فیلم در زمان اکران موفقیت بین‌المللی قابل توجهی داشت و با استقبال خوبی از سوی مورخان سینما مواجه شد.